# 羅弗 (阿肯色州)
羅弗（英語：Rover）是位於美國阿肯色州耶爾縣的一個非建制地區。該地的面積和人口皆未知。

## 地理
羅弗的座標為34°56′47″N 93°24′20″W / 34.94639°N 93.40556°W，而該地的平均海拔高度為120米（即394英尺）。